# Стресс-прививочная терапия
Стресс-прививочная терапия (англ. stress-inoculation training) является одним из методов модификации поведения, используемых в когнитивно-поведенческой психотерапии. Этот метод был разработан в 1974—1985 годах канадским психологом Дональдом Мейхенбаумом (англ. Donald Meichenbaum, родился в 1940 г.) В русскоязычной литературе эта методика также иногда называется «прививкой против стресса» или «тренингом вакцинации против стресса».
Метод получил название «прививочного», поскольку в нём есть определенное сходство с техникой биологической иммунизации: подобно тому, как медицинская иммунизация помогает организму подготовиться к защите от тяжёлых инфекций, психологическая иммунизация предназначена для подготовки к столкновению со стрессовыми нагрузками возрастающей интенсивности и сложности. Этот метод позволяет клиенту перейти из состояния «выученной беспомощности» к состоянию «выученной компетентности».
Метод Мейхенбаума заключается в обучении приёмам самоконтроля, помогающим справляться со стрессовыми ситуациями. Эта методика может также применяться для выработки оптимального поведения в проблемных ситуациях, вызывающих гнев, физическую боль или иные негативные эмоции и неприятные ощущения.
По словам Мейхенбаума,

Детальная программа обучения навыкам совладания со стрессом с последующим прикладным обучением использованию этих навыков при различных стрессорах являет собой полную противоположность случайным, непродуманным способам освоения таких навыков, к которым зачастую вынуждены прибегать наши современники. Исследования, посвященные стрессу, позволили выявить необходимые для совладания со стрессом навыки, а метод когнитивной модификации поведения, как нам представляется, является перспективным средством обучения этим навыкам.
Процедура стресс-прививочной терапии обычно четко структурирована, сфокусирована на задачу и в большинстве случаев не занимает много времени. Эта методика с успехом применяется для подготовки больного к предстоящей операции, для подготовки спортсменов к соревнованию, в профессиональной сфере — чтобы обучить работников более эффективным стратегиям поведения в сложной ситуации (применительно к людям, по роду своей деятельности часто оказывающимся в стрессовых ситуациях, — например, военным, сотрудникам правоохранительных органов, менеджерам). Модель может быть применена как в индивидуальном, так и в групповом психологическом консультировании.

## Теоретическая основа метода
Стресс-прививочная терапия создана на основе когнитивной модели стресса: предполагается, что степень негативного воздействия стресса зависит в существенной мере от того, как эта ситуация воспринимается каждым конкретным человеком (то есть от появления рациональных и адаптивных или иррациональных, деструктивных и отвлекающих мыслей по поводу проблемной ситуации). Следует также отметить, что в стрессовых ситуациях обычно актуализируются тревожные, иррациональные и деструктивные мысли, связанные с прошлым негативным опытом. По этой причине объективно одинаковые события могут совершенно по-разному восприниматься разными людьми (в зависимости от их личностных особенностей и жизненного опыта), что приводит к разным стилям поведения в данной ситуации и, соответственно, к разным последствиям. Неадаптивная реакция на стресс, с точки зрения Мейхенбаума, возникает, если
- происходящие или ожидаемые события воспринимаются как угрожающие;
- индивид низко оценивает свои шансы предотвратить эту угрозу[4] или ощущает себя жертвой обстоятельств, над которыми у него нет контроля. Индивид также считает, что он не может управлять своим поведением и эмоциями, возникающими в стрессовой ситуации[9].

Подобные убеждения имеют ярко выраженный негативный эффект по схеме «самоисполняющегося пророчества»: тревожные ожидания в стрессовой ситуации приводят к возникновению неадаптивного поведения и болезненной реакции на стресс, что, в свою очередь, убеждает индивида в истинности его негативных установок.
Изменив убеждения, связанные с проблемной ситуацией, и содержание внутреннего диалога, можно подготовить человека к испытываемым им или ожидаемым трудностям. Именно в этом и заключается «тренинг вакцинации против стресса». Если терапевту удается изменить внутренний монолог клиента (с помощью метода аутоинструкций), то происходит позитивное изменение физиологической составляющей эмоций в стрессовой ситуации, что снижает тревожность индивида, улучшает возможность самоконтроля и позволяет вести себя более рационально и адаптативно.
Хотя методика Мейхенбаума в первую очередь основана на изменении убеждений и внутреннего диалога, предполагается, что в какой-то степени эффективность этого метода связана с феноменом привыкания к стрессору (что сближает этот метод с техникой  систематической десенсибилизации). Хотя стресс-прививочный тренинг основан в первую очередь на изменении внутреннего монолога, в этой технике также используются приемы релаксации, а также стратегии, предназначенные для решения проблем.

## Схема стресс-прививочной терапии
Тренинг проводится индивидуально или в группе, при активном участии клиента. Он состоит из следующих этапов:

### «Концептуальная фаза»[9]
Эта фаза также иногда называется «этапом разъяснения». На этом этапе клиенту объясняются психологические и биологические механизмы реакции на стресс. Терапевт помогает клиенту отличить адаптивные и эффективные реакции от малоадаптивных или болезненных. Подчеркивается, что негативные эмоции могут привести к неадаптивному поведению в стрессовой ситуации. Терапевт объясняет клиенту, что высокая тревожность обычно возникает в случаях, когда индивид фокусирует внимание на своих неприятных ощущениях и на собственной неадекватности, а также на мыслях, понижающих самооценку и веру в свои силы (например, такие мысли, как «тут трудно что-либо предпринять» или «я ничего не могу поделать ни со своими мыслями, ни с ситуацией»). Соответственно, низкая тревожность связана с фокусированием внимания на внешней ситуации, что повышает способность к самоконтролю и помогает решить проблему.
Терапевт также помогает клиенту осознать, что любой человек сам является источником своих негативных мыслей, чувств и поступков и поэтому он может изменить их на более позитивные. Терапевт объясняет, что поведение может быть модифицировано благодаря пересмотру своего отношения к проблемной ситуации и развитию навыков самоконтроля.
Следует подчеркнуть, что человек может не замечать, что в стрессовой ситуации у него автоматически появляются автоматические негативные мысли, или не осознавать, к каким отрицательным последствиям приводят эти мысли. Поэтому необходимо обучение приёмам самонаблюдения, помогающим «слышать» собственный внутренний монолог и замечать, как негативные установки воздействуют на эмоции, самочувствие и поведение. Мейхенбаум приводит различные диагностические способы выявления автоматических мыслей при стрессовых ситуациях: обследование пациента, диагностическое исследование поведения, групповая дискуссия, анализ ситуаций, домашние задания (самонаблюдение и ведение дневниковых записей).
Кроме того, клиентов обучают стратегиям решения проблем (например, тому, как определить проблему, выработать возможные альтернативные способы действия, взвесить все «за» и «против» по каждому возможному решению проблемы и найти способ реализовать оптимальное из всех возможных решений).
Клиента также обучают тому, как использовать самовнушение, способствующее улучшению самоконтроля и снижению тревожности, применяя, например, такие фразы: «Я могу сделать это», «Надо действовать спокойно, и у меня все получится», «Сконцентрируйся на настоящем: что именно надо сделать?», «Не оставляй стараний; не жди совершенства и немедленного успеха», «Ты можешь разработать план, как с этим справиться», «Лучше просто подумай, что ты можешь с этим сделать. Это лучше, чем волноваться», «Расслабься: ты контролируешь себя. Сделай медленный, глубокий вдох»
, «Ты способен разработать стратегию преодоления!», «Нервничать и волноваться бесполезно: это делу не поможет. Подумай, что можно сделать в этой ситуации».
В этой фазе также объясняется, как своевременно распознавать признаки возрастания эмоционального напряжения, что позволит клиенту быстро применить необходимые приемы и не допустить потери самоконтроля в стрессовой ситуации.
Наконец, на этом этапе клиент определяет, какие стрессоры являются для него наиболее проблемными, и выявляет свои ожидания в отношении результатов тренинга. Исходя из этого, терапевт и клиент разрабатывают план совместной работы.

#### «Фаза формирования новых умений»[9]
На этом этапе клиенту предлагается испробовать на практике различные стратегии (копинг-навыки), позволяющие уменьшить негативное воздействие стрессовых ситуаций. Данные стратегии отрабатываются в воображаемых стрессовых ситуациях, причём клиенту рекомендуют не отрицать, а фиксировать негативные, неадаптивные и тревожные мысли, возникающие при столкновении с проблемной ситуацией, и замещать их на рациональные позитивные мысли, ведущие к адаптивным формам поведения («копинг-стратегии»).

#### «Фаза применения новых умений»[9]
Эта фаза иногда также называется «этапом конфронтации». На данной стадии производится закрепление приобретённых навыков и перенос этих навыков в реальную жизнь. Клиент «тестирует» новые приёмы в конкретных ситуациях и убеждается в их эффективности. Этот этап тоже требует участия терапевта, но в значительно меньшей степени (контроль и незначительная коррекция). Если речь идет о выработке навыков общения, данный этап часто осуществляется в рамках групповой терапии, что позволяет смоделировать ситуацию общения, приближённую к реальной. Этот этап включает разнообразные практические упражнения, такие как ролевые игры. Кроме этого, отрабатываются реальные действия в реальных ситуациях.
На этапе конфронтации со стрессом клиент использует следующую когнитивно-поведенческую схему:
- Своевременно распознать эмоции и ощущения, предшествующие стрессовой реакции[3].

- Вспомнить приёмы, которые следует использовать в стрессовой ситуации: расслабиться (использовать техники дыхания и релаксации), использовать позитивный внутренний монолог (позитивные самовнушения, такие как «Я способен решить эту проблему», «Я сумею сумеешь взять ситуацию под контроль», «Делай одно за другим — с ситуацией можно справиться!», «Даже если я не могу подавить страх, я знаю, как мне надо себя вести», «Скоро это пройдет, бывало и хуже»)[3].

- Выход из стрессовой ситуации должен сопровождаться приемами «самоутверждения» (например: «Ура! Я справился! Получилось!», «Каждый раз, когда я тренируюсь, мне становится все легче преодолевать стресс», «Я могу гордиться своими успехами в преодолении таких ситуаций», «Я могу быть доволен тем, что мне удалось сделать»). В этом случае клиент использует самовнушение, которое является позитивным подкреплением, то есть своего рода «вознаграждением» за то, что клиент сумел использовать адаптативные способы преодоления стрессовой ситуации. Кроме этого, «самоутверждение» усиливает уверенность клиента в собственных силах и закрепляет навыки адаптативного поведения[3]

На завершающем этапе тренинга при необходимости терапевт даёт пациенту карточку с инструкциями (англ. coping card), в которой указывается, что следует делать в проблемной ситуации (например, в случае панической атаки). Такую карточку пациент может носить с собой, положить на рабочий стол или повесить дома на видном месте. Необходимость применения подобных карточек связана с тем, что в стрессовой ситуации пациент может растеряться и забыть, что ему порекомендовал делать терапевт (особенно если речь идет о сложной схеме действий). К тому же само по себе наличие карточки часто оказывает успокаивающее действие на пациента. Наконец, постоянно глядя на карточку, пациент «интериоризирует» программу действий, которые он должен выполнить: он как бы репетирует в уме то, что ему предстоит сделать в проблемной ситуации. Это помогает лучшему выполнению действий в момент, когда это окажется необходимым. Замечено, что даже после того, как проблема исчезла, многие пациенты периодически перечитывают карточку с инструкциями, и это уменьшает их страх по поводу того, что они не смогут справиться с проблемой, если она вновь возникнет в будущем.